# 谢尔达尔·别尔德穆哈梅多夫
谢尔达尔·库尔班古力耶维奇·别尔德穆哈梅多夫（發音：[θɛɾˈdɑɾ ɢʊɾbɑnʁʊˈlɯjɛβɪtʃ bɛɾdɯmʊxɑmɛˈdoβ]；1981年9月22日—），土库曼斯坦政治家，现任总统。他从2021年起担任土库曼斯坦部长会议副主席（副总理），之前还曾担任过其他一些政府职务。外界广泛认为，他的从政机会得益于其父土库曼斯坦总统库尔班古力·别尔德穆哈梅多夫的长期专制统治。在2022年土库曼斯坦总统选举中，他成功当选下一任总统，继承了其父亲的职位，并于3月19日就任。

## 早年经历
1981年9月22日，谢尔达尔·别尔德穆哈梅多夫出生于苏联土库曼苏维埃社会主义共和国首都阿什哈巴德，其名字“谢尔达尔”在土库曼语中有“领袖”的含义。
1987年至1997年，他就读于阿什哈巴德的第43中学。1997年至2001年，他就读于土库曼尼亚佐夫农业大学工程与技术专业。2001年大学毕业后，他曾短暂作为首席技术专家任职于对外经济关系董事会的食品加工协会，随后服了两年义务兵役。2003年退伍后，他回到食品加工协会工作。
2008年至2011年，他就读于俄罗斯联邦外交学院国际关系专业，期间还在土库曼驻俄罗斯大使馆兼任参赞。2011年至2013年，他在瑞士日内瓦安全政策中心进修并取得获欧洲和国际安全事务硕士学位，期间兼任土库曼驻联合国日内瓦代表团参赞。2014年8月18日，他通过了土库曼斯坦科学院的论文答辩，成为科学学位候选人。2015年7月，他获得土库曼斯坦国家科学院技术科学博士学位。
土库曼斯坦的国内媒体经常称他为“国家之子”。

## 军旅生涯
从2001年到2003年，别尔德穆哈梅多夫依法履行了义务兵役，加入土庫曼武裝部隊。2017年10月27日，他从少校晋升到上校，晋升仪式由国家电视台播送。外界尚不确定他服役所在部队 ，但在2021年3月7日，他曾身着带有土库曼斯坦武装部队肩章的制服现身于国家电视台的影像，这段影像还清楚表面他所佩戴的肩章对应上校级别。同时，授予他“土库曼斯坦祖国捍卫者”荣誉头衔的法令中也称他为上校。

## 政治生涯
2013年，别尔德穆哈梅多夫回国，历任土库曼斯坦外交部欧洲司司长、国家油气资源管理署副署长、外交部国际信息司司长等职。2016年11月，当选土库曼斯坦议会议员。2017年3月起，担任土库曼斯坦议会立法和规范委员会主席。2018年3月，别尔德穆哈梅多夫被任命为土外交部副部长。2019年1月，别尔德穆哈梅多夫被调往其父亲的家乡阿哈尔州任副州长，2019年6月升任州长。2020年2月，谢尔达尔·别尔德穆哈梅多夫回到中央任职，担任土库曼斯坦工业和建筑部部长。2021年2月起任土库曼斯坦部长会议副主席（副总理）。
2022年2月，别尔德穆哈梅多夫获土库曼斯坦民主党提名，成为该党的总统候选人。外界认为他将子承父业，成为下一任土库曼斯坦总统。最终在2022年3月12日提前进行的总统选举中，别尔德穆哈梅多夫获得72.97%的选票，成功当选。

## 荣誉奖项

### 勋章
- “对独立的土库曼斯坦伟大的爱”勋位
- “米亚里克古雷·别尔德穆哈梅多夫”勋章
- 土库曼斯坦独立25周年勋章[9]
- 土库曼斯坦中立25周年勋章[10]

### 荣誉头衔
- 土库曼斯坦祖国捍卫者（2021） [1]

- 土库曼斯坦优秀犬类饲养员（2021） [11][12]

## 个人生活
别尔德穆哈梅多夫已婚，并育有四名子女。据土库曼斯坦官方媒体的报道，其同学和同事对他的评价是“谦逊、反应迅速、礼貌、冷静”。
除了母语土库曼语，别尔德穆哈梅多夫还会说英语和俄语。